# Glenea stella
Glenea stella är en skalbaggsart. Glenea stella ingår i släktet Glenea och familjen långhorningar.

## Underarter
Arten delas in i följande underarter:
- G. s. stella
- G. s. medioflava